# Aline Barros & Cia 2
Aline Barros & Cia 2 é o quarto álbum infantil de estúdio de Aline Barros, sendo o segundo lançado pela MK Music em 2008.
O álbum também foi indicado ao Grammy Latino.
O álbum vendeu em torno de 230.000 cópias (dvd 150 mil cópias e cd 80 mil cópias) baseado em certificações, em sua versão DVD, ganhou certificado de ouro, platina, platina dupla e platina tripla. Já o CD recebeu certificado de ouro e platina.

## Faixas CD/DVD
1. Som da Alegria (Estevão Ribeiro)
2. Pedro, Tiago e João no Barquinho (Domínio Público)
3. A Dança do Quaquito (Beno César & Solange de César)
4. Criança de Jesus (Marcelo Bastos)
5. Banco de Trás (Edson Feitosa e Ana Feitosa)
6. Melô do Sapo (Marcelo Bastos)
7. Dança do Nickinho (Anderson Freire, Júnior Maciel e Josias Teixeira)
8. O Barco Balançou (Beno César e Solange de César)
9. Meu Mestre Mandou (Aline Barros e Eyshila)
10. Melô do Resfriado (Marcelo Bastos e Cacá Pires)
11. Domingo Legal (Deniscley Amorim)
12. Davizinho (Davi Fernandes e Nicolas)
13. Dona Mentirinha (Silas Jr.)
14. Cara de Rato (Aline Barros, Rafael Barros e Davison Carvalho)
15. Bye Bye (Anderson Freire)

## Ficha Técnica
- Produção executiva: MK Music
- Produção musical e arranjos: Rogério Vieira
- Arranjo na música "A Dança do Quaquito": Victor Júnior
- Arranjo na música "Dança do Nickinho": Elivelton Horsth
- Pianos, teclados, violinos, loops e bass programmer nas músicas 1, 2, 4, 5, 6, 8, 9, 10, 11, 13, 14 e 15: Rogério Vieira
- Pianos, teclados, guitarra, baixo e loops na música "A Dança do Quaquito": Victor Júnior
- Pianos, teclados, bateria e loops na música "Dança do Nickinho": Elivelton Horsth
- Guitarras e violões nas músicas 1, 6, 7, 12 e 13: Clóvis Lardo
- Guitarras e violões nas músicas 2, 3, 5, 9, 10, 11, 14 e 15: Sérgio Knust
- Baixo nas musicas 1, 4, 5, 6, 8, 10, 11, 12, 13, 14 e 15: Rogério dy Castro
- Bateria nas músicas 1, 3, 5, 6, 9, 13 e 14: Márcio Horsth
- Bateria nas músicas 4, 8 e 11: Leonardo Reis
- Bateria nas músicas 10, 12 e 15: Marcelo Palmieri
- Percussão nas músicas 4, 8, 10, 11, 12 e 15: Zé Leal
- Banjo e cavaco nas músicas 5, 8 e 11: Max Júnior
- Sax tenor nas músicas 4, 8, 11 e 13: Marcos Bonfim
- Trompete nas músicas 4, 8, 11 e 13: Márcio André
- Trombone nas músicas 4, 8, 11 e 13: Robson Olicar
- Back-vocal: Jairo Bonfim, Joelma Bonfim, Josy Bonfim e Fael Magalhães
- Coral de crianças: Nicolas Barros, Matheus Vieira, Lucas Cruz, Isabela Cruz, Felipe Cruz, Deborah Gonet, Ester Gouveia, Rebecca Filgueira, Pedro Filgueira, Sara Serber, Camila Dias, Gabriela Tinoco, Lucas Augusto, Melissa Gaudino, Maiara Castro, Jéssica Salvador, Gustavo Moraes, Andressa Moraes, Luiz Antônio e Bárbara Evelin
- Vozes dos personagens na música "Pedro, Tiago e João no Barquinho": Edinho Cruz (Pedro), Rogério Vieira (Tiago), Sérgio Knust (João), Osian França (Jesus) e Nicolas Barros
- Vozes dos personagens na música "Melô do Sapo": Aline Barros e Rogério Vieira
- Vozes dos personagens na música "Davizinho": Gilmar Santos (Golias), Aline Barros e Nicolas Barros
- Vozes dos vilões do Comando Lixão: Marina de Oliveira (Dona Mentirinha) & Sérgio Menezes (Cara de Rato)
- Gravado e mixado por Edinho Cruz no Yahoo Studios (RJ)
- Masterizado no Magic Master por Ricardo Garcia
- Fotos: Sérgio Menezes
- Ilustrações: Régis de Souza
- Criação de capa: MK Music